# Fünf-Burgen-Blick
Der Fünf-Burgen-Blick ist ein Aussichtspunkt im Pfälzerwald. Er liegt in den bewaldeten Berghängen östlich über der Gemeinde Ramberg (Pfalz) auf Gemarkung einer zu Burrweiler gehörenden Waldexklave. Die fünf sichtbaren Burg(ruinen) sind:
- im Süden: Burg Neuscharfeneck
- im Nordwesten, nah: Ramburg

sowie im Südsüdosten die drei Burgen der Trifelsgruppe:
- Reichsburg Trifels
- Burg Anebos
- Burg Scharfenberg (Pfalz)